# Vierde Koerilenstraat

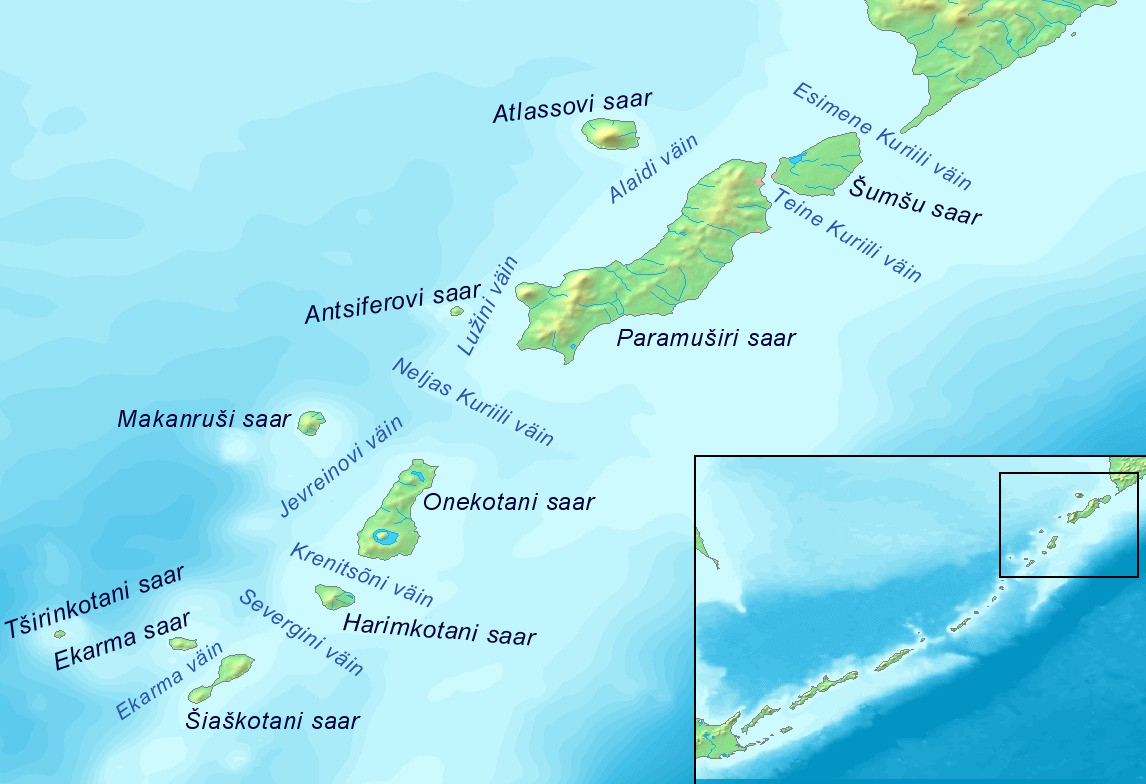
Korilenstraten

De vierde Koerilenstraat (Russisch: Четвёртый курильский пролив; Tsjetvjortny koerilski proliv) is een van de Koerilenstraten. De zeestraat ligt tussen de Koerileneilanden Paramoesjir en Antsiferova in het noordoosten en de eilanden Onekotan en Makanroesji in het zuidwesten. De zeestraat is 43 kilometer breed en heeft een diepte tot ongeveer 500 meter.
Eerste Koerilen · Tweede Koerilen · Alaid · Levasjov · Loezjin (Derde Koerilen) · Vierde Koerilen · Jevreinov (Vijfde Koerilen) · Krenitsyn (Zesde Koerilen) · Severgin · Ekarma · Krusenstern · Golovin · Nadezjda · Srednego · Rikorda · Diana · Boessol · Snow (Bystry) · Oeroep · De Vries · Jekaterina · Koenasjir (Nemuro) · Joezjno-Koerilski · Izmeny · Spanberg · Polonskogo · Vojejkov · Joeri · Tanfiljeva · Sovjetski